# Toma Polanski (1822–1886)

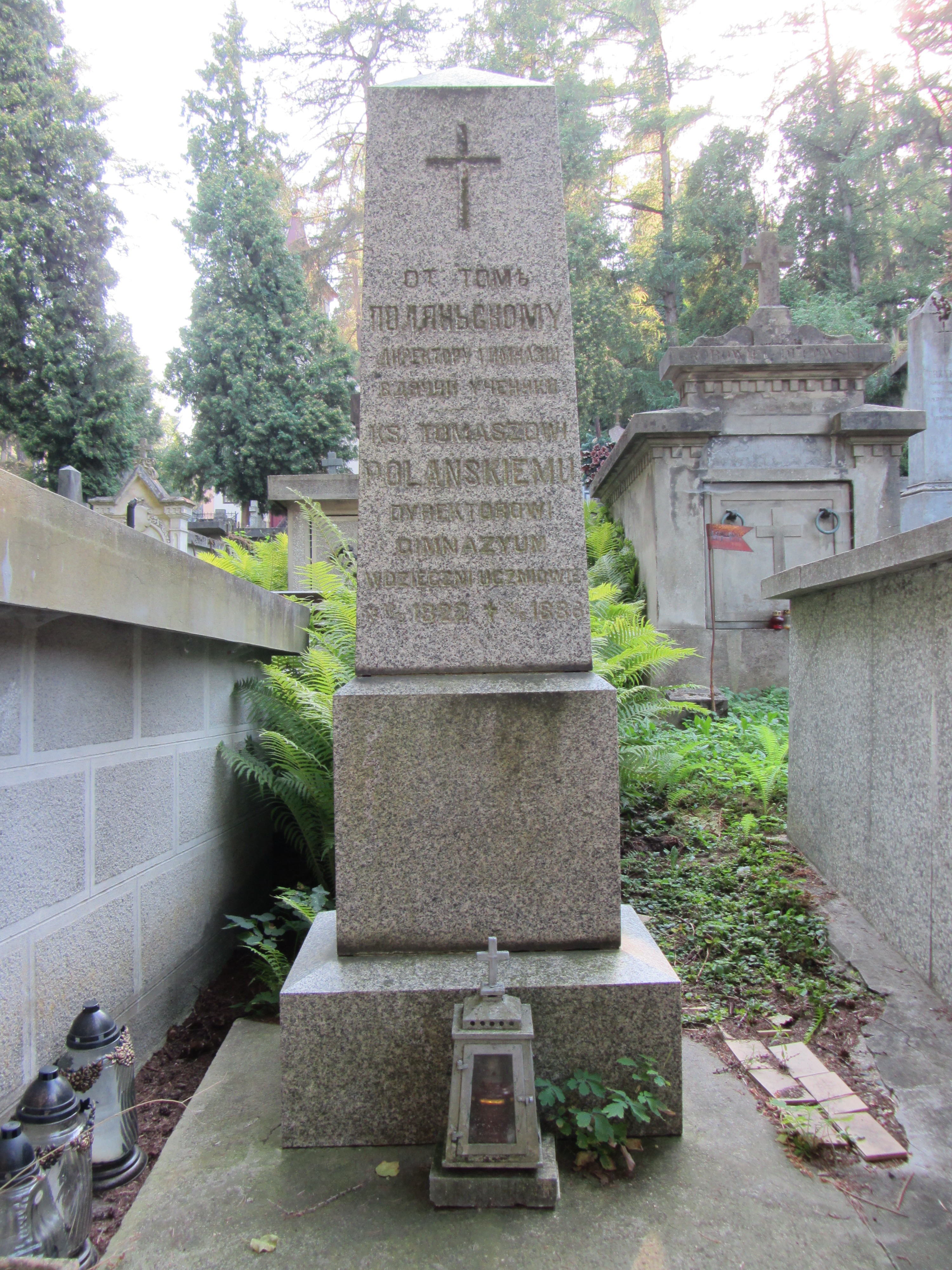
Grobowiec na cmentarzu Głównym w Przemyślu

Toma Polanskyj (Тома Полянський), w j. pol. Tomasz Polański (ur. 12 marca 1822 w Felsztynie, zm. 3 czerwca 1886 w Przemyślu) – ksiądz greckokatolicki, uczestnik Wiosny Ludów, pedagog i dyrektor gimnazjalny, radny miasta Przemyśla, poseł do Sejmu Krajowego Galicji i austriackiej Rady Państwa
Urodził się w rodzinie ukraińskiej, był synem księdza greckokatolickiego i proboszcza parafii w Felsztynie Iwana (1793-1854) i Ewy z Myszkowskich. Szkołę powszechną i gimnazjum ukończył w Samborze. Uczył się w Studium Filozoficznym w Przemyślu, a potem w seminarium w Wiedniu i studiował teologię na Uniwersytecie Wiedeńskim (1839-1843) Studia teologiczne ukończone doktoratem kontynuował w Wyższym Seminarium im, św. Augustyna ((Frintaneum) w Wiedniu (1844-1845). W 1845 uzyskał święcenia kapłańskie. Od stycznia 1846 był profesorem religii w Studium Filozoficznym a następnie w latach 1850-1856 uczył religii i języka łacińskiego w gimnazjum w Przemyślu. Od 1847 pełnił funkcje drugiego kaznodziei w cerkwi katedralnej w Przemyślu i jako jeden z pierwszych głosił w niej kazania w języku ukraińskim, zamiast - jak dotąd- polskim, a równocześnie został mianowany egzaminatorem diecezjalnym w zakresie teologii moralnej. W okresie Wiosny Ludów, w toku polemik o odrębność narodową Ukraińców w Galicji, pod koniec marca 1848 P. ogłosił w Przemyślu ulotkę "Słowo jedno w celu wzajemnego porozumienia się" w której podkreślał odrębność narodową Ukraińców, ich prawa do równouprawnienia, zakładania szkół i nauczania w języku ukraińskim. Pismo, rozesłane do wszystkich dekanatów diecezji przemyskiej, przyczyniło się do wzrostu świadomości narodowej Ukraińców. Po utworzeniu w Przemyślu Rady Ruskiej został jej sekretarzem (1848). Poglądy na problem języka ukraińskiego i natychmiastowego wprowadzenia go do szkół poróżniły go z Główną Radą Ruską we Lwowie, która opowiadała się za czasowym utrzymaniem języka niemieckiego. W rezultacie nie przyjął proponowanej mu kanonii w grecko-katolickiej kapitule katedralnej w Przemyślu (1855). W tym okresie brał udział w pracach ukraińskiego teatru amatorskiego w Przemyślu.
Następnie pełnił funkcje dyrektora gimnazjum w Samborze (1856-1862). Po śmierci kardynała Mychajło Lewickiego (1858) był wśród kandydatów do objęcia gr.-kat. arcybiskupstwa lwowskiego. W 1859 przez krótki okres sprawował funkcję zastępcy krajowego inspektora szkół ludowych i należał do komisji zajmującej się sprawą wprowadzenia alfabetu łacińskiego do języka ukraińskiego. Wskutek zatargów z władzami wojskowymi został przeniesiony do Rzeszowa. Tu w latach 1862-1867 pełnił funkcję dyrektora gimnazjum. Po wybuchu powstania styczniowego gdy kilkudziesięciu uczniów uciekło do oddziałów powstańczych bronił ich przed władzami. Następnie był nauczycielem propedeutyki filozofii i dyrektorem gimnazjum w Przemyślu (1867-1886). W konsystorzu grecko-katolickim w Przemyślu był asesorem. Poseł do Sejmu Krajowego Galicji II kadencji (1867-69) wybranym w III kurii z 3 okręgu - Przemyśl. Był posłem do austriackiej Rady Państwa II kadencji (20 maja 1867 - 21 maja 1870), wybranym z okręgu miast Przemyśl-Jarosław-Drohobycz-Sambor. W parlamencie austriackim należał do Koła Polskiego. Był także wieloletnim członkiem Rady Miasta Przemyśla. W tym czasie nawiązał na nowo współpracę ze starorusinami. Jeden z polskich, nauczycieli zarzucił mu, że dopuścił do uprawiania w gimnazjum propagandy promoskiewskiej i w związku z tym Rada Szkolna przeprowadziła śledztwo, co szczególnie go rozgoryczyło. Dał temu wyraz nie przyjmując w 1872 nominacji na inspektora szkół średnich. W dowód uznania jego zasług zarówno Sambor (1865) jak Przemyśl (1882) nadały mu tytuł honorowego obywatela miasta. 
We wspomnieniu pośmiertnym jego postać tak scharakteryzowano: "Dla podwładnych, nauczycieli starszych i młodszych był przyjacielem, nauczycielem i ojcem, zawsze wyrozumiały na błędy i słabości, umiał je usuwać, nie powołując się na powagę swego urzędu, lecz apelując do szlachetniejszej strony natury ludzkiej i wyzyskując jawnie zrównanie w zręczny sposób. Umiał też tą miłością swą natchnąć całe grono nauczycielskie i młodzież, co nie zawsze było rzeczą łatwą, gdy zważymy, że w zakładzie reprezentowane są obie narodowości. Pod tym względem zmarły stał zawsze wiernie przy sztandarze „gente Ruthenus, natione Polonus". Najlepszym wyrazem czci, jaką sobie zdobył, był wspaniały pogrzeb, w którym wszystkie warstwy ludności Przemyśla i okolicy i liczne deputacie z miast dalszych złożyły hołd zasłudze". Pochowany na cmentarzu Głównym w Przemyślu (Kwatera 15, Rząd 1, nr 5) 